# Simplalveolina
Simplalveolina es un género de foraminífero bentónico de la familia Alveolinidae, de la superfamilia Alveolinoidea, del suborden Miliolina y del orden Miliolida. Su especie tipo es Praealveolina simplex. Su rango cronoestratigráfico abarca el Cenomaniense (Cretácico superior).

## Clasificación
Simplalveolina incluye a la siguiente especie:
- Simplalveolina simplex †